# إيدا جي. أثينا
إيدا جي. أثينا (بالإنجليزية: Ida G. Athens)‏ هي كاتِبة وشاعرة أمريكية، ولدت في 23 فبراير 1882، وتوفيت في 4 نوفمبر 1977.